# Fußball-Europameisterschaft 2012/Tschechien
Dieser Artikel behandelt die tschechische Nationalmannschaft bei der Fußball-Europameisterschaft 2012 in Polen und der Ukraine. Seitdem die tschechische Mannschaft als eigene Mannschaft besteht, konnte sie sich für alle Endrunden qualifizieren und nahm 2012 zum fünften Mal teil.

## Qualifikation
Tschechien absolvierte die Qualifikation zur Europameisterschaft in der Gruppe I. 

### Spiele
Alle Resultate aus tschechischer Sicht.
| Datum      | Spielort | Gegner        | Ergebnis  | Torschützen                                                                   |
| ---------- | -------- | ------------- | --------- | ----------------------------------------------------------------------------- |
| 07.09.2010 | Olmütz   | Litauen       | 0:1 (0:1) | 0:1 Šernas (27.)                                                              |
| 08.10.2010 | Prag     | Schottland    | 1:0 (0:0) | 1:0 R. Hubník (69.)                                                           |
| 12.10.2010 | Vaduz    | Liechtenstein | 2:0 (2:0) | 1:0 Necid (12.), 2:0 Kadlec (29.)                                             |
| 25.03.2011 | Granada  | Spanien       | 1:2 (1:0) | 1:0 Plašil (29.), 1:1, 1:2 Villa (69., 72., E)                                |
| 29.03.2011 | Budweis  | Liechtenstein | 2:0 (1:0) | 1:0 Baroš (3.), 2:0 Kadlec (70.)                                              |
| 03.09.2011 | Glasgow  | Schottland    | 2:2 (0:1) | 0:1 Miller (45.), 1:1 Plašil (78.), 1:2 Fletcher (82.), 2:2 Kadlec (90./E)    |
| 07.10.2011 | Prag     | Spanien       | 0:2 (0:2) | 0:1 J. Mata (7.), 0:2 X. Alonso (23.)                                         |
| 11.10.2011 | Kaunas   | Litauen       | 4:1 (3:0) | 1:0, 4:1 Kadlec (2./E, 85./E), 2:0, 3:0 Rezek (16., 45.), 3:1 Šernas (68., E) |

### Tabelle
| Pl. | Land          | Sp. | S | U | N | Tore    | Punkte |
| --- | ------------- | --- | - | - | - | ------- | ------ |
| 1.  | Spanien       | 8   | 8 | 0 | 0 | 026:600 | 24     |
| 2.  | Tschechien    | 8   | 4 | 1 | 3 | 012:800 | 13     |
| 3.  | Schottland    | 8   | 3 | 2 | 3 | 009:100 | 11     |
| 4.  | Litauen       | 8   | 1 | 2 | 5 | 004:130 | 05     |
| 5.  | Liechtenstein | 8   | 1 | 1 | 6 | 003:170 | 04     |

### Playoff-Spiele
Für die Playoff-Spiele der Gruppenzweiten wurde Tschechien gemäß dem UEFA-Koeffizienten neben Irland, Kroatien und Portugal gesetzt.
| Datum                                       |            | Ergebnis  |            | Torschützen                        |
| ------------------------------------------- | ---------- | --------- | ---------- | ---------------------------------- |
| 11.11.2011 in Prag (Stadion Letná)          | Tschechien | 2:0 (0:0) | Montenegro | 1:0 Pilař (63), 2:0 Sivok (90.+2') |
| 15.11.2011 in Podgorica (Stadium Podgorica) | Montenegro | 0:1 (0:1) | Tschechien | 0:1 Jiráček (81.)                  |
| Gesamt:                                     | Tschechien | 3:0       | Montenegro |                                    |

Erfolgreichster Torschütze war Michal Kadlec mit vier Toren.

## Aufgebot
Am 14. Mai 2012 wurde der vorläufige Kader für die Fußball-Europameisterschaft 2012 benannt, aus dem bis zum 29. Mai noch einen Torhüter gestrichen werden muss. Die erfahrensten Spieler waren Torhüter Petr Čech, Milan Baroš, Tomáš Hübschman, Michal Kadlec, Jaroslav Plašil und Tomáš Rosický, die auch schon bei den EM-Endrunden 2000, 2004 und/oder 2008 zum Einsatz kamen. Am 20. Mai wurde noch Vladimír Darida in den vorläufigen Kader berufen, der aber nur bei anhaltender Verletzung von Tomáš Rosický an der EM teilnehmen sollte. Tomáš Rosický, der vor der EM verletzt war, konnte aber an der EM teilnehmen. Am 29. Mai wurde der endgültige Kader benannt und Tomáš Grigar sowie Daniel Pudil gestrichen.
| Trikot- Nr. | Spieler                | Verein                | Debüt      | Einsätze | Tore     | Geburtsdatum | Größe    | EM-Spiele          | Sp.      | Tore     | Rot      | G/R      | Gelb     |
| Torhüter    | Torhüter               | Torhüter              | Torhüter   | Torhüter | Torhüter | Torhüter     | Torhüter | Torhüter           | Torhüter | Torhüter | Torhüter | Torhüter | Torhüter |
| ----------- | ---------------------- | --------------------- | ---------- | -------- | -------- | ------------ | -------- | ------------------ | -------- | -------- | -------- | -------- | -------- |
| 01          | Petr Čech              | FC Chelsea            | 12.02.2002 | 94       | 0        | 20.05.1982   | 196 cm   | 4 (2004), 3 (2008) | 4        |          |          |          |          |
| 23          | Jaroslav Drobný        | Hamburger SV          | 11.02.2009 | 6        | 0        | 18.10.1979   | 192 cm   |                    |          |          |          |          |          |
| 16          | Jan Laštůvka           | Dnipro Dnipropetrowsk | 03.09.2011 | 1        | 0        | 07.07.1982   | 191 cm   |                    |          |          |          |          |          |
| Abwehr      |                        |                       |            |          |          |              |          |                    |          |          |          |          |          |
| 02          | Theodor Gebre Selassie | Slovan Liberec        | 04.06.2011 | 13       | 0        | 24.12.1986   | 182 cm   |                    | 4        |          |          |          |          |
| 05          | Roman Hubník           | Hertha BSC            | 05.06.2009 | 22       | 2        | 06.06.1984   | 192 cm   |                    | 1        |          |          |          |          |
| 03          | Michal Kadlec          | Bayer 04 Leverkusen   | 17.11.2007 | 38       | 8        | 13.12.1984   | 184 cm   | 1 (2008)           | 4        |          |          |          |          |
| 08          | David Limberský        | FC Viktoria Pilsen    | 05.06.2009 | 11       | 0        | 06.10.1983   | 178 cm   |                    | 3        |          |          |          | 2        |
| 06          | Tomáš Sivok            | Beşiktaş Istanbul     | 03.09.2005 | 30       | 3        | 15.09.1983   | 185 cm   |                    | 4        |          |          |          |          |
| 04          | Marek Suchý            | Spartak Moskau        | 07.09.2010 | 3        | 0        | 29.03.1988   | 186 cm   |                    |          |          |          |          |          |
| Mittelfeld  |                        |                       |            |          |          |              |          |                    |          |          |          |          |          |
| 22          | Vladimír Darida        | FC Viktoria Pilsen    | 01.06.2012 | 2        | 0        | 08.08.1990   | 170 cm   |                    | 1        |          |          |          |          |
| 17          | Tomáš Hübschman        | Schachtar Donezk      | 10.11.2001 | 47       | 0        | 04.09.1981   | 180 cm   | 4 (2004)           | 4        |          |          |          |          |
| 19          | Petr Jiráček           | VfL Wolfsburg         | 05.09.2011 | 11       | 3        | 02.03.1986   | 180 cm   |                    | 4        | 2        |          |          | 1        |
| 18          | Daniel Kolář           | FC Viktoria Pilsen    | 05.06.2009 | 12       | 1        | 27.10.1985   | 181 cm   |                    | 2        |          |          |          | 1        |
| 11          | Milan Petržela         | FC Viktoria Pilsen    | 12.10.2010 | 10       | 0        | 19.06.1983   | 175 cm   |                    | 1        |          |          |          |          |
| 14          | Václav Pilař           | FC Viktoria Pilsen    | 04.06.2011 | 12       | 3        | 13.10.1988   | 170 cm   |                    | 4        | 2        |          |          |          |
| 13          | Jaroslav Plašil        | Girondins Bordeaux    | 31.03.2004 | 75       | 6        | 05.01.1982   | 183 cm   | 1 (2004), 3 (2008) | 4        |          |          |          | 1        |
| 12          | František Rajtoral     | FC Viktoria Pilsen    | 29.02.2012 | 4        | 0        | 12.03.1986   | 179 cm   |                    | 2        |          |          |          |          |
| 10          | Tomáš Rosický          | FC Arsenal            | 23.02.2000 | 87       | 20       | 04.10.1980   | 175 cm   | 2 (2000), 4 (2004) | 2        |          |          |          | 1        |
| Angriff     |                        |                       |            |          |          |              |          |                    |          |          |          |          |          |
| 15          | Milan Baroš            | Galatasaray Istanbul  | 25.04.2001 | 92       | 40       | 28.10.1981   | 184 cm   | 5 (2004), 1 (2008) | 4        |          |          |          |          |
| 21          | David Lafata           | FK Jablonec           | 02.09.2006 | 19       | 3        | 18.09.1981   | 180 cm   |                    | 1        |          |          |          |          |
| 07          | Tomáš Necid            | ZSKA Moskau           | 19.11.2008 | 26       | 7        | 13.08.1989   | 190 cm   |                    |          |          |          |          |          |
| 20          | Tomáš Pekhart          | 1. FC Nürnberg        | 22.05.2010 | 13       | 0        | 26.05.1989   | 194 cm   |                    | 3        |          |          |          | 1        |
| 09          | Jan Rezek              | Anorthosis Famagusta  | 17.11.2010 | 16       | 3        | 05.05.1982   | 175 cm   |                    | 3        |          |          |          |          |
| Trainer     |                        |                       |            |          |          |              |          |                    |          |          |          |          |          |
|             | Michal Bílek           |                       | 15.11.2009 |          |          | 13.04.1965   |          |                    | 4        |          |          |          |          |

1. ↑  Stand vor der EM
2. 1 2  Stand: 21. Juni 2012 (nach dem Spiel gegen Portugal)

## Vorbereitung
Tschechien bestritt unmittelbar vor der EM noch zwei Testspiele: Am 26. Mai fand in Graz ein inoffizielles Länderspiel gegen Israel (2:1) statt und am 1. Juni in Prag gegen Ungarn noch ein finaler Test, der mit 1:2 verloren wurde.

## Spiele Tschechiens

### Vorrunde
Tschechien bestritt die Vorrunde in der Gruppe A. Tschechien wurde ebenso wie Griechenland und Russland der als Gastgeber gesetzten polnischen Mannschaft zugelost. Die Bilanz gegen Griechenland war mit 2 Remis und 1 Niederlage vor der EM negativ, letztere im Halbfinale der EM 2004 durch das letzte Silver Goal verhinderte den Finaleinzug der tschechischen Mannschaft. Auch die Bilanz gegen Polen war mit 2 Siegen bei 3 Niederlagen negativ. Beide trafen noch nie bei einer EM-Endrunde aufeinander. Gegen Russland gab es bisher erst ein Spiel: In der EM-Vorrunde 1996 trennten sich beide mit 3:3, wobei den Tschechen durch das 3:3 in der 90. Minute der Viertelfinaleinzug gelang.
Alle Vorrundenspiele der tschechischen Mannschaft fanden in der polnischen Stadt Breslau statt, wodurch die tschechischen Zuschauer den kürzesten Anreiseweg aller Gastmannschaften hatten. 
| Pl.                                                                             | Land         | Sp. | S | U | N | Tore    | Diff. | Punkte |
| ------------------------------------------------------------------------------- | ------------ | --- | - | - | - | ------- | ----- | ------ |
| 1.                                                                              | Tschechien   | 3   | 2 | 0 | 1 | 004:500 | −1    | 06     |
| 2.                                                                              | Griechenland | 3   | 1 | 1 | 1 | 003:300 | ±0    | 04     |
| 3.                                                                              | Russland     | 3   | 1 | 1 | 1 | 005:300 | +2    | 04     |
| 4.                                                                              | Polen        | 3   | 0 | 2 | 1 | 002:300 | −1    | 02     |
| Für die Platzierung 2 und 3 ist der direkte Vergleich maßgeblich (siehe Modus). |              |     |   |   |   |         |       |        |

|                                            |   |            |           |
| Fr., 8. Juni 2012 um 20:45 Uhr in Breslau  |   |            |           |
| Russland                                   | – | Tschechien | 4:1 (2:0) |
| Di., 12. Juni 2012 um 18:00 Uhr in Breslau |   |            |           |
| Griechenland                               | – | Tschechien | 1:2 (0:2) |
| Sa., 16. Juni 2012 um 20:45 Uhr in Breslau |   |            |           |
| Tschechien                                 | – | Polen      | 1:0 (0:0) |

### Viertelfinale
Die Tschechen wurden als erste Mannschaft mit negativer Tordifferenz Gruppensieger bei einer EM-Endrunde und trafen im Viertelfinale am 21. Juni in Warschau auf Portugal den Zweiten der Gruppe B. Beide trafen zuvor zweimal aufeinander, im  EM-Viertelfinale 1996 (1:0) und der EM-Vorrunde 2008 (1:3).
|                                             |   |          |           |
| Do., 21. Juni 2012 um 20:45 Uhr in Warschau |   |          |           |
| Tschechien                                  | – | Portugal | 0:1 (0:0) |